# Скабичевский, Александр Михайлович
Алекса́ндр Миха́йлович Скабиче́вский (1838—1910/1911) — русский литературный критик и историк русской литературы. Придерживался либерально-народнических взглядов

## Биография
Родился 15 (27) сентября 1838 года в семье бедного петербургского чиновника из малороссийских дворян. Учился в Ларинской гимназии (вып. 1856) и в историко-филологическом факультете Санкт-Петербургского университета, который окончил в 1861 году со званием кандидата.
Начал писать ещё будучи студентом. Первая публикация — в 1859 году, в журнале для девушек «Рассвет» под редакцией В. А. Кремпина. Затем публиковался в журналах «Отечественные записки» (под редакцией Андрея Краевского), в «Иллюстрации» и в «Воскресном досуге». В 1864 году уезжал ненадолго в Ярославль, чтобы отредактировать «Рыбинский листок» издаваемый Иваном Жуковым. Преподавал русский язык и словесность в Смольном институте, Ларинской гимназии и в других учебных заведениях. В 1871 году оставил службу.
Его первой статьёй, заставившей обратить на него внимание общества, была «Воспитательное значение Гончарова и Тургенева», которая была выпущена в 1867 году в «Невском сборнике» Н. Курочкина. (Статья подписана под псевдонимом Алкандров). С 1868 года он стал сотрудником «Отечественных записок», перешедших к Николаю Некрасову и Михаилу Салтыкову. Принимал участие в их редактировании, читая беллетристические рукописи.
В 1881 году принимал участие в редактировании «Слова», в 1882 году — «Устоев», в 1896—1897 годах — «Нового слова». С 1874 по 1879 год писал литературные фельетоны в «Биржевых ведомостях» (переименованных позднее в «Молву»). В 1880-х и первой половине 1890-х годов вёл литературный фельетон в «Новостях» и в  последние годы — в «Сыне Отечества». Писал также в «Неделе» 1860-х годов, «Русских ведомостях», «Русской мысли», «Северном вестнике», «Мире Божьем» и др. Критические и историко-литературные статьи собраны в его «Сочинениях» (2 т., СПб., 1890; 2-е изд. — СПб., 1895). Отдельно вышли: «Беллетристы-народники» (Санкт-Питербург., 1888), «История новейшей русской литературы» (СПб., 1891; 4-е изд. — СПб., 1900), «Очерки по истории русской цензуры» (СПб., 1892).
Для «Биографической библиотеки» Павленкова Скабичевский написал биографии А. С. Пушкина, М. Ю. Лермонтова, А. С. Грибоедова, Н. А. Добролюбова и А. Ф. Писемского. Создал ряд «Очерков умственного движения русского общества», печатавшихся в «Отечественных записках». В 1872 году был собран автором под заглавием «История прогрессивных идей в России», но издание не увидело света своевременно и лишь позднее «Очерки» вошли в собрание сочинений под заглавием: «Сорок лет русской критики».
Скабичевский был женат. Имел сына Павла, у которого позже появится свой сын -  советский учёный Александр Павлович Скабичевский (1904—1990). В доме Скабических воспитывался племянник жены Аркадий Фёдорович Иванов.
Умер 29 декабря 1910 (11 января 1911) года в Павловске. Похоронен на Литераторских мостках.

## Оценка деятельности
А. М. Скабичевский не ставил научные цели для своих работ. Они предназначались исключительно для большой публики. Он пользовался материалом из вторых рук и заботился только о том, чтобы изложить его в общедоступной форме. Не отделяя задачи истории литературы от задач критики, Скабичевский не заботился об исторической перспективе, явления прошлого судил с современной точки зрения.
Пользовавшаяся большим успехом «История новейшей русской литературы» фактически не соответствовала своему названию. Общей картины хода литературных течений нет, но есть ряд биографических сведений о русских писателях, распределённых по родам. В биографиях нет пропорциональности: Осиповичу отведено 8 страниц, а Голенищеву-Кутузову и Фофанову — только одна строчка. Лучшими автор считает тех, которые соответствовали хорошо знакомым автору настроениям (писатели 1860-х годов), наименее удачными он считал тех, у которых приходилось оценивать литературные достоинства (писатели 1840-х годов, поэты пушкинских традиций).

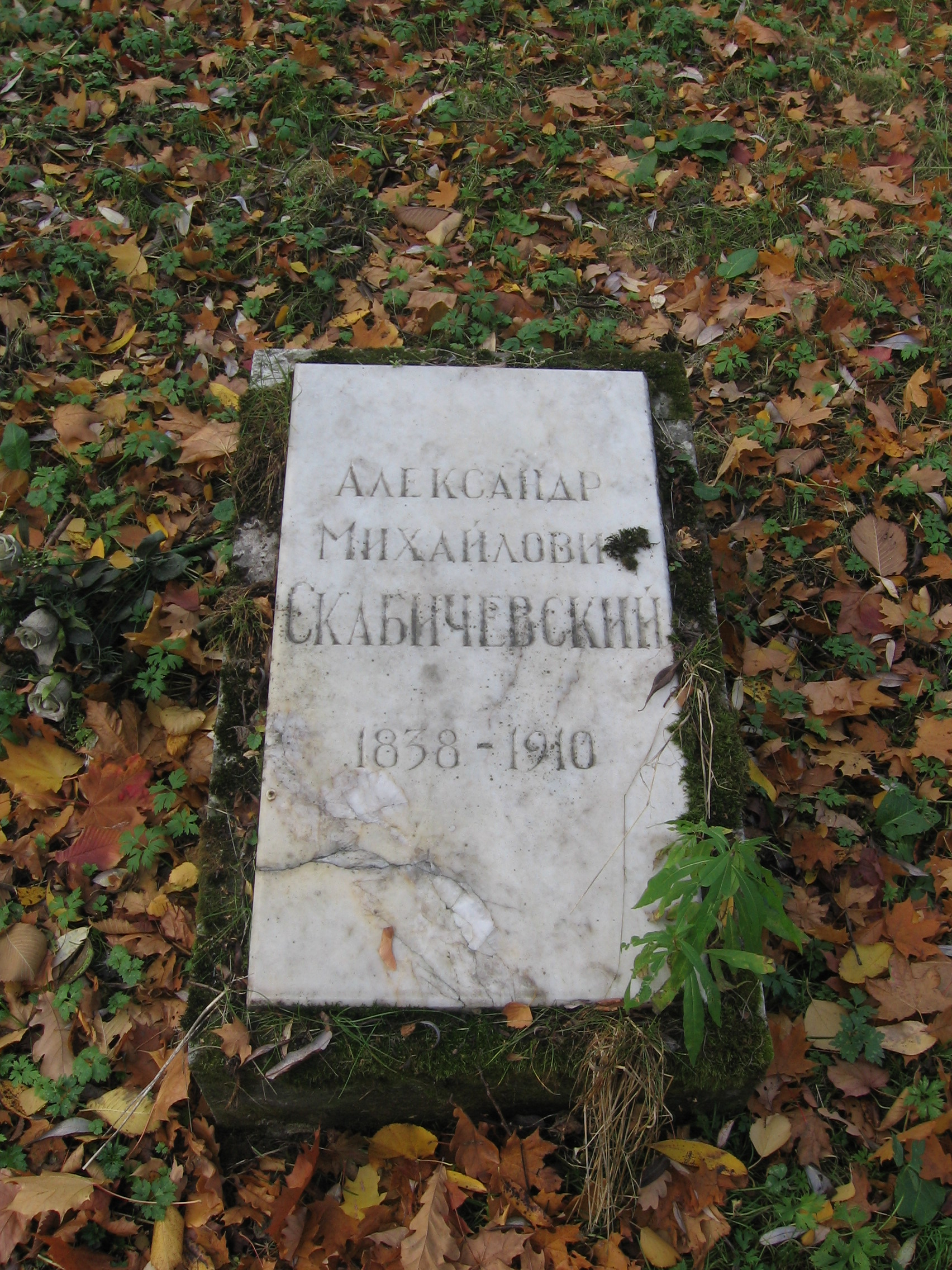
Надгробие А. М. Скабичевского на Литераторских мостках

В «Очерки по истории русской цензуры» почти целиком вошли некоторые редкие конфиденциальные издания, например, «Исторические сведения о цензуре» Петра Щебальского и другие. Обработки материала нет, а факты в высшей степени интересны и поучительны.
Выступив в начале своей критической деятельности с протестом против крайностей Писарева и тенденциозной беллетристики «Дела», Скабичевский оставался преимущественно критиком-публицистом. Он редко разбирал чисто литературные стороны произведений и почти исключительно сосредоточивался на общественном их значении. Глубокая искренность и строгое отношение к своей работе придавали Скабичевскому несомненную силу. Нравственный ригоризм, составляющий достояние русской критики, начиная с Белинского и Добролюбова, нашёл в нём убеждённого представителя. Поэтому празднование 35-летнего юбилея его литературной деятельности в 1894 году послужило поводом к выражению ему симпатии всех оттенков прогрессивного лагеря.